# Холстов, Алексей Андреевич
Алексей Андреевич Холстов (04.03.1922 — 04.06.1989) — командир орудия батареи 76-мм пушек 524-го стрелкового полка 112-й стрелковой дивизии, старший сержант. Герой Советского Союза.

## Биография
Родился 4 марта 1922 года в Нижнем Новгороде.
В Красной Армии с апреля 1941 года. На фронте в Великую Отечественную войну с июля 1941 года. Воевал на Западном, Калининском, Сталинградском, Юго-Восточном, Центральном, 1-м Украинском фронтах.
Указом Президиума Верховного Совета СССР от 10 апреля 1945 года за образцовое выполнение боевых заданий командования и проявленные при этом мужество и героизм старшему сержанту Холстову Алексею Андреевичу присвоено звание Героя Советского Союза с вручением ордена Ленина и медали «Золотая Звезда».
Жил в городе Горьком.
Совершил уголовное преступление. Указом Президиума Верховного Совета СССР от 31 августа 1957 года Холстов Алексей Андреевич лишён звания Героя Советского Союза и всех боевых наград.
Указом Президиума Верховного Совета СССР от 30 декабря 1967 года Холстов Алексей Андреевич восстановлен в звании Героя Советского Союза с возвращением всех боевых наград.
Награждён орденами Ленина, Отечественной войны 1-й и 2-й степеней, Славы 3-й степени, медалью «За отвагу», другими медалями.